# Mesonoterus addendus
Mesonoterus addendus är en skalbaggsart som först beskrevs av Willis Blatchley 1920.  Mesonoterus addendus ingår i släktet Mesonoterus och familjen grävdykare. Inga underarter finns listade i Catalogue of Life.